# Chrysolina coerulans
Chrysolina coerulans é uma espécie de artrópode pertencente à família Chrysomelidae.